# 魏斯住宅
36°3′49.5″N 120°19′2.8″E / 36.063750°N 120.317444°E
魏斯住宅位于中国山东省青岛市市南区湖南路20-22号，建于1903年，最初为德国商人卡尔·魏斯的住宅，现为市南区一般不可移动文物。

## 历史
湖南路20-22号建于1903年，最初为德国商人卡尔·魏斯（德語：Carl Weiss）的住宅，魏斯1903年曾为罗达利洋行（Kiautschau-Gesellschaft mbH.）经理。后来魏斯将该楼卖给商人克里斯蒂安·布洛（Christian Buroh）。据历史文献载，与该楼相邻的莒县路3号1910年代时亦属于布洛，且布洛在通讯录的登记住址在莒县路。1914年青岛战役后，布洛被日军俘虏。该楼其后用途、业主不详，现为民宅与商铺。2000年，该建筑以“德国公寓旧址”之名列入第一批青岛市历史优秀建筑。2012年11月6日，该建筑以“魏斯旧宅”之名列入市南区未核定为文物保护单位的不可移动文物（一般不可移动文物）名录。

## 建筑特色
魏斯住宅面积约600平方米，地上2层带阁楼，地下1层，砖石木结构。正立面临街朝北，花岗岩砌基，三段式布局，临街一、二层为拱券敞廊，现已封闭为窗。两翼起巴洛克式山墙，分别刻有魏斯名字的缩写“C·W”和建造年代“1903”，檐口中央刻有向日葵花纹。建筑东西两端各有一通往二楼的入口，均为拱门，距正立面后退一米，顶部为盔顶状。屋顶为红瓦坡屋顶。整体造型古朴典雅。

## 图集
- 德占时期的湖南路，左侧为魏斯住宅
- 刻有“C·W”字样的东端山墙
- 刻有“1903”字样的东端山墙
- 向日葵浮雕装饰